# Sierra Bullones
Sierra Bullones is een gemeente in de Filipijnse provincie Bohol op het gelijknamige eiland. Bij de census van 2015 telde de gemeente bijna 25 duizend inwoners.

## Geografie

### Bestuurlijke indeling
Sierra Bullones is onderverdeeld in de volgende 22 barangays:
| - Abachanan - Anibongan - Bugsoc - Canlangit - Canta-ub - Casilay - Danicop - Dusita - Cahayag - La Union - Lataban | - Magsaysay - Matin-ao - Man-od - Poblacion - Salvador - San Agustin - San Isidro - San Jose - San Juan - Santa Cruz - Villa Garcia |

## Demografie
Sierra Bullones had bij de census van 2015 een inwoneraantal van 24.745 mensen. Dit waren 47 mensen (0,2%) meer dan bij de vorige census van 2010. Ten opzichte van de census van 2000 was het aantal inwoners afgenomen met 754 mensen (3,0%). De gemiddelde jaarlijkse groei in die periode kwam daarmee uit op -0,20%, hetgeen afweek het landelijk jaarlijks gemiddelde over deze periode (1,84%).

De bevolkingsdichtheid van Sierra Bullones was ten tijde van de laatste census, met 24.745 inwoners op 198,87 km², 124,4 mensen per km².
|  |